# Zosterops explorator
El anteojitos de Fiyi (Zosterops explorator) es una especie de ave paseriforme de la familia Zosteropidae endémica de Fiyi.

## Descripción
El anteojitos de Fiyi es un pájaro pequeño con el aspecto típico de los miembros de su género, Zosterops. Se parece al  anteojitos dorsigrís, aunque es  más robusto, tiene el plumaje más amarillento y un anillo ocular completo. Su espalda es de color verde oliváceo y su garganta y vientre son amarillos. Su canto se describe como un siiu-siiu muy agudo.

## Distribución y hábitat
El anteojitos de Fiyi es endémico de las islas de Viti Levu, Vanua Levu, Taveuni, Kadavu y Ovalau del archipiélago de Fiyi, donde es un pájaro forestal abundante. Donde coincide con el anteojitos dorsigrís es más común en el bosque denso.

## Comportamiento
El anteojitos de Fiyi se alimenta de insectos que atrapa picoteando entre los arbustos y árboles. Suele unirse a bandadas mixtas de alimentación con otros pájaros de Fiyi, incluido el anteojitos dorsigrís. También se alimenta en el niveles bajos, en mayor medida que el anteojitos dorsigrís.